# Plegadis
Plegadis és un gènere d'ocells de la família dels tresquiornítids (Threskiornithidae). Aquests ibis habiten les zones humides de les zones càlides i temperades de gairebé tots els continents, a excepció d'Austràlia. Una de les espècies, el capó reial, es pot presentar als Països Catalans.

## Taxonomia
Segons la classificació del Congrés Ornitològic Internacional (versió 2.5, 2010), aquest gènere es classifica en tres espècies:
- Capó carablanc (Plegadis chihi).
- Capó reial (Plegadis falcinellus).
- Capó de la puna (Plegadis ridgwayi).